# Дживамукти-йога

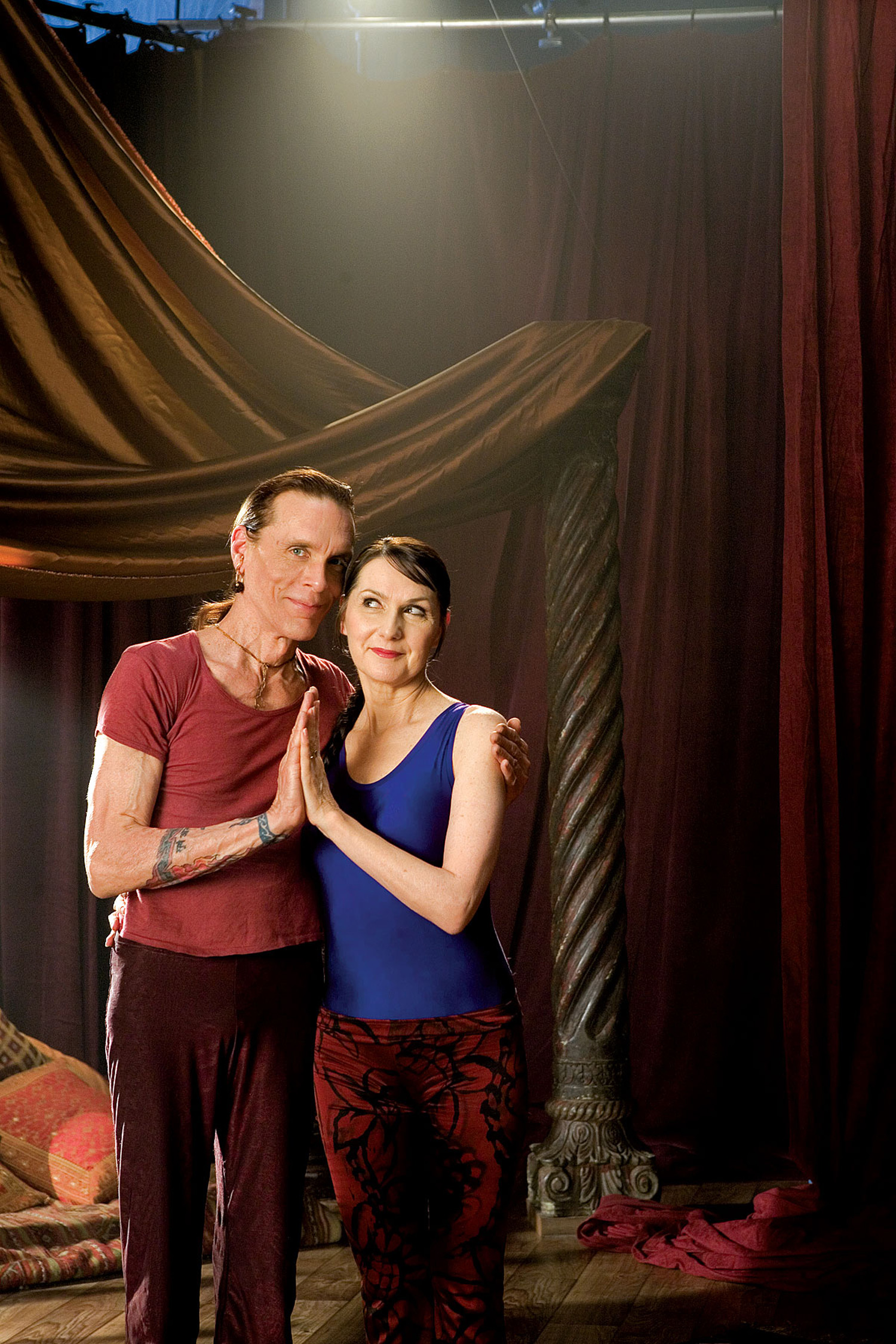
Авторы Дживамукти-йоги Дэвид Лайф и Шэрон Гэннон

Дживамукти-йога (англ. Jivamukti Yoga, от слова дживанмукта) — авторская методика йоги, разработанная супружеской парой, американцами Дэвидом Лайфом и Шэрон Гэннон (1951 г.р.) в 1984 году. Это физическая, этическая и духовная практика, сочетающая энергичную йогу на основе виньясы с соблюдением пяти основных принципов: шастра (изучение священных писаний), бхакти (преданность Богу), ахимса (ненасилие, непричинение вреда), нада (музыка) и дхьяна (медитация). Также большое внимание уделяется правам животных, веганству, защите окружающей среды и социальному активизму.
Первая школа дживамукти-йоги была открыта в 1989 году, в Нью-Йорке. На данный момент центры йоги открыты в Америке,Англии, Канаде, Германии, Австралии. Известными последователями дживамукти-йоги являются Кристи Тарлингтон, Рассел Симмонс.